# Jürgen Kretz
Jürgen Kretz (* 7. Juni 1982 in Heidelberg) ist ein deutscher Politiker (Bündnis 90/Die Grünen). Er war von Februar 2024 bis März 2025 Mitglied des Deutschen Bundestages.

## Leben
Kretz wuchs in Wiesloch auf und legte 2001 am dortigen Gymnasium das Abitur ab. Anschließend absolvierte er den Zivildienst in einem Kinderheim im peruanischen Lima. Von 2002 bis 2008 studierte er Politikwissenschaft und Interkulturelle Kommunikation an der Technischen Universität Chemnitz. Er schloss das Studium mit dem Magister artium ab. Anschließend war er kurzzeitig für den Bundestagsabgeordneten Gert Weisskirchen (SPD) tätig. Von 2009 bis 2012 war er als wissenschaftlicher Mitarbeiter im Büro der Bundestagsabgeordneten Viola von Cramon-Taubadel (Grüne) tätig.
Von 2012 bis zu seinem Einzug in den Bundestag 2024 war er als Referent im Bundesministerium für wirtschaftliche Zusammenarbeit und Entwicklung tätig. Im Rahmen dieser Tätigkeit war er zwei Jahre lang Leiter des Arbeitsbereichs Entwicklungszusammenarbeit in der Deutschen Botschaft Kinshasa.
Kretz ist römisch-katholisch.

## Politik
Kretz ist seit 2009 Mitglied bei Bündnis 90/Die Grünen. Von 2014 bis 2016 war er Mitglied des Kreistags des Rhein-Neckar-Kreises.
Bei der Bundestagswahl 2021 kandidierte Kretz im Bundestagswahlkreis Rhein-Neckar und auf Platz 19 der Landesliste der Grünen in Baden-Württemberg, verpasste jedoch zunächst den Einzug in den Bundestag. Am 15. Februar 2024 rückte er für Christian Kühn in den Bundestag nach. Bei der Bundestagswahl 2025 verfehlte er den Wiedereinzug in den Bundestag.